# Мочульський Богдан Ігорович
Мочульський Богдан Ігорович (нар. 4 серпня 1996, Луцьк) — український спортсмен, боєць джиу-джитсу. Володар численних нагород. Переможець на Всесвітніх іграх 2017 року у Вроцлаві у ваговій категорії до 62 кг. Нагороджений орденом «За заслуги» ІІІ (2017) і II (2022) ступеня. Чемпіон світу в серед дорослих в 2019 р. Чемпіон світу у 2021 р.

## Досягнення
- Чемпіонат світу 2015 — 3 місце
- Чемпіонат світу 2016 (юніори) — 1 місце
- Чемпіонат Європи 2016 — 3 місце
- Чемпіонат світу 2016 — 2 місце
- Всесвітні ігри 2017 — 1 місце
- Чемпіонат світу 2019 в ОАЕ — 1 місце
- Чемпіонат світу 2021 в ОАЕ — 1 місце